# اصطدام نيبيرو

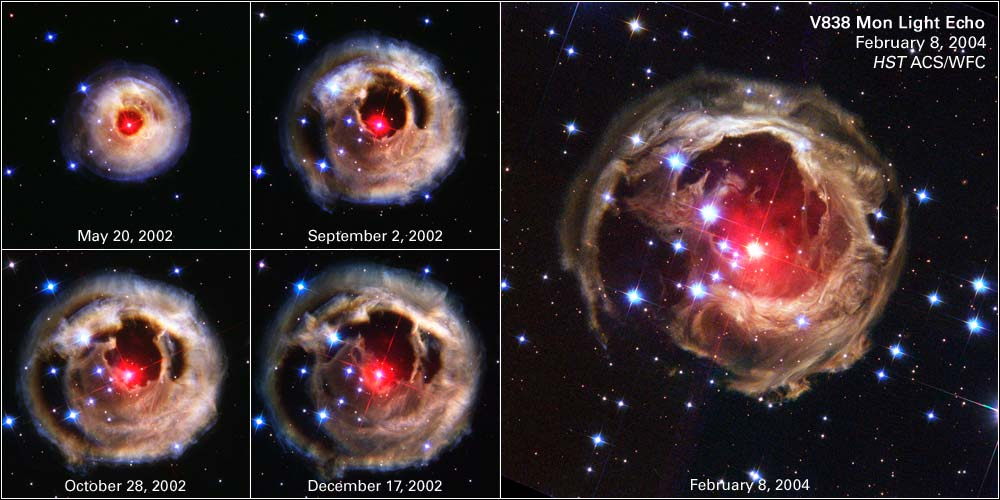
عدة صور تبين انعكاس ضوء النجم المتغير الأحمر V838 Monocerotis ، للفترة بين 20 مايو 2002 وشهر فبراير 2004.

اصطدام نيبرو هي فرضية مواجهة بين الأرض وجسم كوكبي ضخم الكتلة (إما بالتصادم أو بوشك الحدوث) والتي تؤمن طائفة من الناس بأنها ستحدث في أوائل القرن 21 الحادي والعشرين. المؤمنون بحادثة يوم القيامة هذه يشيرون إلى هذا الكوكب عادة بالكوكب المجهول اكس X أو نيبيرو أي كوكب الهلاك.
ظهرت هذه الفرضية عام 1995 من قبل نانسي ليدر، مؤسسة موقع الويب زيتا توك ZetaTalk. تصف ليدر نفسها بأنها قادرة على الاتصال الروحي واستقبال رسائل من العوالم الأخرى من نظام زيتا ريتيكيولي النجمي وذلك عبر نسيج في دماغها. تقول نانسي أيضا بأنه اصطفيت لتحذير بني البشر من أن هذا الكائن سيخترق النظام الشمسي في شهر مايو 2003 (ثم تراجعت إلى حدود 2010 فيما بعد)، متسببا في انزياح قطبي والذي سوف يدمر معظم البشرية. التصادم المتنبأ به انتشر على إثر ذلك إلى ما بعد موقع ليدر واحتضنته جماعات عدة مناصرة ليوم القيامة، أغلبها يربط الحادثة بظاهرة 2012م، حيث ادّعى بعض المؤمنون بحدوث يوم القيامة في نهاية عام 2012م أن الكوكب المسمى بنيبيرو سيصطدم بالأرض أو يقترب منها، ولقد ظهرت هذه الفكرة بأشكال مختلفة منذ عام 1995م، وأيدت توقعات حدوث يوم القيامة في بداية مايو 2003م، لكن تخلى المؤيدين عن التمسك بذلك التاريخ بعد أن مر دون وقوع حوادث.
إن فكرة احتمالية اصطدام أي كوكب بالأرض في المستقبل القريب ليست مدعومة بأي دليل علمي وقد رفضت تماما في الأوساط العلمية لأنها من العلوم الزائفة التي يروجها ويلقيها المنجمون والكهان. ولقد أكدت وكالة ناسا لعلوم الفضاء أن هذه الإشاعة قد انتشرت حتى في الكتب حيث صدر ما لا يقل عن 175 كتابا في مكتبة الأمازون وحدها والتي نفت نفيا قاطعا أي صلة لها بانتشار هذه الإشاعة.
وقد أعلن العديد من علماء الفلك نفيهم لوجود ما يسمى بكوكب نيبيرو ولا وجود لما يسمى بكوكب إكس، وبالرغم من ذلك فتوجد عدة دراسات وبحوث حول وجود كواكب أخرى بعيدة عن الشمس في نظامنا الشمسي.

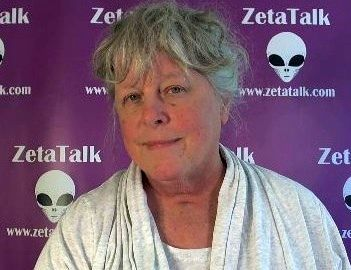
نانسي ليدر مؤسسة موقع زيتا التي أدعت استقبال رسائل من عالم آخر

## الرفض العلمي
يرفض علماء الفلك فكرة نيبيرو، وقد بذلوا جهودًا لإبلاغ العامة بأنه لا يوجد تهديد للأرض. يشيرون إلى أن مثل هذا الجسم القريب جدًا من الأرض سيكون مرئيًا بسهولة بالعين المجردة، وسيخلق تأثيرات ملحوظة في مدارات الكواكب الخارجية. معظم الصور المزعومة لإظهار «نيبيرو» بجانب الشمس هي مشاعل العدسات، صور زائفة للشمس تم إنشاؤها بواسطة انعكاسات داخل العدسة. الادعاءات بأن الكوكب قد تم إخفاؤه وراء الشمس لا يمكن الدفاع عنها.
إن مدار مثل نيبيرو داخل نظامنا الشمسي يتعارض مع الميكانيكا الفلكية. يشرح ديفيد موريسون، عالم الفضاء التابع لناسا، أنه بعد رحلة واحدة للكوكب قرب الأرض، مثل ما يدعون أنه حدث في العصر السومري، لن تكون الأرض نفسها في مدارها شبه الدائري الحالي ومن المحتمل أن تكون قد فقدت قمرها. إذا كان نيبيرو قزمًا بني اللون، فستكون له آثار أسوأ، حيث تكون الأقزام البنية أكثر ضخامة. نظرًا لأن بلوتو يتم ملاحظته الآن بشكل متكرر عن طريق التلسكوبات في الفناء الخلفي، فإن أي كوكب عملاق خارج بلوتو يمكن ملاحظته بسهولة بواسطة عالم فلك هاوي. وإذا كان مثل هذا الشيء موجودًا في نظامنا الشمسي، فسيمر عبر النظام الشمسي الداخلي مليون مرة حتى الآن.
يلاحظ الفلكي مايك براون أنه إذا كان مدار هذا الكوكب كما هو موصوف، فإنه سيبقى فقط في النظام الشمسي لنحو مليون سنة قبل أن يطرده كوكب المشتري، وحتى لو كان هذا الكوكب موجودًا، فلن يكون لحقله المغناطيسي أي تأثير على الأرض. إن ادعاءات ليدر بأن اقتراب نيبيرو من شأنه أن يتسبب في توقف دوران الأرض أو تحول محورها تعد انتهاكًا لقوانين الفيزياء. في رده على كتاب عوالم في تصادم ل إيمانويل فيليكوفسكي، والذي ادعى بنفس القدر أنه يمكن إيقاف دوران الأرض ثم إعادة دورانها من جديد، أشار كارل ساجان إلى أن «الطاقة اللازمة لإيقاف كوكب الأرض ليست كافية لإذابته، على الرغم من أنها ستؤدي إلى زيادة ملحوظة في درجة الحرارة: [سيتم] رفع درجة حرارة المحيطات إلى نقطة غليان الماء... [أيضًا،] كيف ستدور الأرض من جديد، وتدور بنفس معدل الدوران تقريبًا؟ لا يمكن لكوكب الأرض أن يقوم بهذا لوحده، بسبب قانون الحفاظ على الزخم الزاوي.»
في مقابلة عام 2009 مع قناة ديسكفري، أشار مايك براون إلى أنه على الرغم من أنه ليس من المستحيل أن يكون لدى الشمس رفيق كوكبي بعيد، فإن مثل هذا الكوكب يجب أن يكون بعيدًا جدًا عن المناطق المرصودة في النظام الشمسي كي لا يملك تأثير جذب على الكواكب الأخرى. يمكن لكوكب بحجم المريخ ألا يتم اكتشافه إن كان على بعد 300 وحدة فلكية في (10 أضعاف بعد كوكب نبتون)؛ كوكب بحجم كوكب المشتري على بعد 30,000 وحدة فلكية. للسفر 1000 وحدة فلكية في غضون عامين، يجب أن يتحرك الجسم بسرعة 2400 كم / ثانية - أسرع من سرعة الافلات المجرية. في تلك السرعة، سيتم طرد أي جسم من المجموعة الشمسية، ثم من مجرة درب التبانة إلى الفضاء بين المجرات.

## نظريات المؤامرة
يتهم العديد من المؤمنين بالاقتراب الوشيك لكوكب إكس / نيبيرو، يتهمون ناسا بالتستر المتعمد على الأدلة البصرية لوجود الكوكب. تشير استطلاعات الرأي إلى أن الكثيرين يرون أن وكالة ناسا هي وكالة حكومية كبيرة تتلقى تمويلًا بقدر ما تحصل عليه وزارة الدفاع. في الواقع تبلغ ميزانية ناسا حوالي 0.5 ٪ من ميزانية حكومة الولايات المتحدة الأمريكية.
يتعلق أحد هذه الاتهامات بمرصد IRAS الفضائي ذي الأشعة تحت الحمراء، والذي تم إطلاقه في عام 1983. وقد أصدر القمر الصناعي لفترة وجيزة أخبارا حول «جسم غير معروف» تم وصفه في البداية بأنه «ربما بحجم كوكب المشتري العملاق وربما يكون قريبًا جدًا من الأرض بحيث سيصبح جزءًا من هذا النظام الشمسي». تم اقتباس مقال الصحيفة هذا من قبل مؤيدي كارثة نيبيرو، بدءًا من ليدر نفسها، كدليل على وجود نيبيرو. ومع ذلك، كشف المزيد من التحليل أنه من بين العديد من الأجسام غير المعروفة في البداية، تبين انها تسع مجرات بعيدة والعاشر عبارة عن «سمحاق مجري»؛ لم يتم العثور على أي جسم من أجسام النظام الشمسي.
هناك اتهام آخر كثيرًا ما تطرحه المواقع التي تتنبأ بالاصطدام وهو أن الحكومة الأمريكية قامت ببناء تلسكوب القطب الجنوبي (SPT) لتتبع مسار نيبيرو، وأنه تم تصوير الكوكب بصريًا. ومع ذلك، فإن SPT (الذي لا تموله ناسا) هو تلسكوب راديوي، ولا يمكنه التقاط صور بصرية. تم اختيار موقع القطب الجنوبي نظرًا للرطوبة المنخفضة في هذه المنطقة، ولا يمكن بأية حال ألا تتم رؤية جسيم مقترب إلا من القطب الجنوبي فقط. تبين أن «صورة» نيبيرو المنشورة على يوتيوب، هي في الواقع، صورة هابل لصدى الضوء المتوسع حول النجم V838 Mon.
يتعلق ادعاء مؤامرة آخر  بكمية من البيانات المفقودة في جوجل سكاي بالقرب من كوكبة أوريون، والتي كثيرا ما يتم الاستشهاد بها كدليل على أن نيبيرو قد تم حجبه من هذه المنطقة. ومع ذلك، لا يزال يمكن رؤية نفس منطقة السماء من قبل الآلاف من علماء الفلك الهواة. قال عالم في Google إن البيانات المفقودة ترجع إلى خلل في برنامج الخياطة المستخدم لتجميع الصور معًا.
أحد الأدلة المزعومة الأخرى المستمدة من Google Sky ، هو النجم الكربوني CW Leonis ، والذي يعد ألمع جسيم في سماء الأشعة تحت الحمراء ذات طول الموجة 10 ميكرون ويُزعم كثيرا أنه هو نيبيرو.